# Michal Šubrt
Michal Šubrt (24 de junio de 1957) es un deportista checoslovaco que compitió en remo. Ganó una medalla de plata en el Campeonato Mundial de Remo de 1989, en la prueba de cuatro con timonel.

## Palmarés internacional
| Campeonato Mundial | Campeonato Mundial | Campeonato Mundial | Campeonato Mundial |
| Año                | Lugar              | Medalla            | Prueba             |
| ------------------ | ------------------ | ------------------ | ------------------ |
| 1989               | Bled (Yugoslavia)  | Medalla de plata   | Cuatro con timonel |